# Uadi El Abid
El uadi El Abid (árabe : واد العبيد ; bereber : Asif Lâabid  o ⴰⵙⵉⴼ ⵍⵄⴱⵉⴷ) es un curso de agua marroquí. Es el principal afluente del uadi Oum Er-Rbia. Su cuenca se ubica en las provincias de Azilal y de Beni-Melal y, río arriba  en la provincia de Midelt. Nace en el Alto Atlas oriental, cerca de Tounfite, a algunos kilómetros de las fuentes del Muluya, y confluye con la Oum Er-Rbia a medio camino  entre El Kelaa des Sraghna y Fkih Ben Salah, a una cuarentena de kilómetro de las dos ciudades.

## Curso
El principal afluente del Oued El Abid es el Assif Ahansal. Ambos ríos confluyen al nivel del reculaje  de la presa del embalse Bin el Ouidane. Aguas abajo de la presa, el río forma desfiladeros estrechos y empinados. Las cascadas de Ouzoud, un punto de acceso turístico en la región de Beni Melal-Jenifra, son el espectacular lugar de encuentro del uadi Tissakh, un afluente menor, y el uadi El Abid.